# (3252) Johnny
(3252) Johnny ist ein ungefähr acht Kilometer großer Asteroid des inneren Hauptgürtels, der am 2. März 1981 vom US-amerikanischen Astronomen Schelte John Bus am Siding-Spring-Observatorium in der Nähe von Coonabarabran, New South Wales in Australien (IAU-Code 260) entdeckt wurde. Er gehört zur Eunomia-Familie, einer Gruppe von Asteroiden, die nach (15) Eunomia benannt ist.

## Benennung
(3252) Johnny wurde nach dem US-amerikanischen Showmaster und Unterhaltungskünstler Johnny Carson (1925–2005) benannt, der von 1962 bis 1992 die Late-Night-Show The Tonight Show moderierte. Carson war ein begeisterter Amateurastronom. Dieses Interesse an Astronomie wurde mit seinem Fernsehpublikum durch zahlreiche Besuche des Astronomen Carl Sagan (Asteroid (2709) Sagan) in der Fernsehshow geteilt.